# Muscari microstomum
Muscari microstomum là một loài thực vật có hoa trong họ Măng tây. Loài này được P.H.Davis & D.C.Stuart mô tả khoa học đầu tiên năm 1966.